# 吉田弥生
吉田 弥生（よしだ やよい、1968年- ）は、日本の歌舞伎・演劇研究者、フェリス女学院大学教授。

## 人物・来歴
東京都港区生まれ。学習院大学文学部日本語日本文学専攻卒、1995年同大学院人文科学研究科博士前期課程修了。東京大学大学院研究生（比較文学比較文化）満期退学。2003年「歌舞伎史における河竹黙阿弥の位置と作品」で学習院大・博士（日本語日本文学）。03年12月、歌舞伎学会奨励賞受賞。2004年文京学院大学・短期大学専任講師、07年同大学准教授、2015年フェリス女学院大学文学部教授。「図書新聞」、「歌舞伎 研究と批評」、「邦楽と舞踊」各誌で文芸・舞台芸術批評を発表、連載。歌舞伎学会常任委員。日本近世文学会、国際浮世絵学会、日本演劇学会、諸芸懇話会に所属。 

## 著書
- 『江戸歌舞伎の残照』（文芸社） 2004.9
- 『黙阿弥研究の現在』（雄山閣） 2006.3
- 『概説日本の伝統芸能 演劇を中心とした比較日本文化論』（開成出版） 2008.4
- 『芝居にみる江戸のくらし』（新典社新書） 2009.1
- 『近世日本文学史 概説と年表』（開成出版） 2016.4

### 編著
- 『歌舞伎と宝塚歌劇 相反する、密なる百年』（編著、阿部さとみ, 酒井澄夫, 田畑きよ子, 中野正昭, 細井尚子, 村島彩加共著、開成出版） 2014.3

### 校注
- 『英国孝子ジョージスミス之伝 後開榛名の梅が香』（菊池眞一共校注、岩波書店、円朝全集2） 2013.1

## 論文
- <吉田弥生